# فیلیپو شلتسو
فیلیپو شلتسو (ایتالیایی: Filippo Scelzo؛ ۱۹ آوریل ۱۹۰۰ – ۹ اکتبر ۱۹۸۰) بازیگر اهل ایتالیا بود.
از فیلم‌هایی که وی در آن نقش داشته‌است، می‌توان به زندگی لئوناردو داوینچی، سایه، فرشته سپید، اودسا در میان شعله‌ها و گذرنامه سرخ اشاره کرد.